# Mawi
Asmawi bin Ani (25 de agosto de 1981 en Kulai, Johor), conocido artísticamente como Mawi. Es un cantante malayo que surgió del programa popular televisivo del reality show, Akademi Fantasia en Malasia. Él contó con la participación de Sean Ray Anthony y de frequently, para la promoción de su primer sencillo que influencio en su primera vez en su carrera musical, además participó en un evento internacional en una competencia conocido como superstar Ka Vie que fue la inspiración de babyhood. Mawi también es profesor y trabaja en un kindergarten.

## Discografía
- Best Of Mawi World (August 2005) 165,000 copies sold (Platinum)
- Mawi... Yang Tercinta (November 2005) 126,000 copies sold (Platinum)
- Doa, Berzanji & Qasidah Berlagu (April 2006) 118,000 copies sold (Platinum)
- Mawi Yang Tercinta MTV Karaoke (2006) 55, 000 copies sold (Gold)
- Selingkar Kisah (Kehidupan Seharian Mawi di AF) (2006)
- Satu Dalam Seribu (2007)
- Allah Habeebi (2008)

## Filmografía
- Aduh Saliha (unfinished)
- Jin Notti (KRU)
- Majika (KRU)

## Premios
2005
- Juara Akademi Fantasia Musim 3
- Anugerah Bintang Popular 2005 (Bintang Paling Popular)
- Anugerah Bintang Popular 2005 (Penyanyi Lelaki Popular)
- Anugerah Bintang Popular 2005 (Artis Baru Lelaki Popular)
- MTV Awards 2005 (Artis Paling Popular Malaysia)

2006
- Anugerah Bintang Popular 2006 (Bintang Paling Popular)
- Anugerah Bintang Popular 2006 (Penyanyi Lelaki Popular)
- Anugerah Bintang Popular 2006 (Artis Berkumpulan/Duo Popular (bersama Jamal Abdillah))
- Hits 1 (RTM1/Malaysia) Lagu Terbaik 2006 - "Lagu Jiwa Lagu Cinta"
- Anugerah Juara Lagu 2005 (TV3/Malaysia) Persembahan Terbaik - "Aduh Saliha"
- Anugerah Juara Lagu 2005 (TV3/Malaysia) Kategori Etnik Kreatif - "Aduh Saliha"
- Anugerah Era 2006 (Penyanyi Lelaki Popular)
- Anugerah Era 2006 (Lagu Balada Popular - "Kian")
- Anugerah Era 2006 (Lagu Etnik Popular - "Aduh Saliha")
- Anugerah Era 2006 (Artis SMS Digi)
- Anugerah Era 2006 (Lagu Paling Popular 2005 - "Aduh Saliha")
- Anugerah Era 2006 (Video Klip Popular - "Lagu Jiwa Lagu Cinta" (arahan Mamat Khalid))
- Anugerah Planet Muzik 2006 (Lagu Paling Popular - "Aduh Saliha")

2007
- Anugerah Juara Lagu 2007 (Persembahan Terbaik - "Angan Dan Sedar")
- Anugerah Planet Muzik 2007 (Lagu Paling Popular - "Kian")
- Anugerah Planet Muzik 2007 (Artis Lelaki Paling Popular)
- Anugerah Bintang Popular 2007.[Bintang paling popular]
- Anugerah Bintang Popular 2007.[Penyanyi lelaki popular]
- MTV Award 2007.[Artis paling popular Malaysia]

- Datos: Q514607